# František Roland
František Roland (22. ledna 1888, Praha – 16. listopadu 1967, Praha) byl český herec.

## Život
Studoval malířství na Uměleckoprůmyslové škole v Praze a herectví v letech 1905–1907 v soukromé dramatické škole Karla Želenského. Vystřídal řadu divadelních společností, např. J. Faltyse, V. Chuděry, B. Jeřábka a další. V letech 1914 až 1918 byl v angažmá ve Švandově divadle. Režisér K. H. Hilar jej odtud pozval do Divadla na Vinohradech, kde pak působil v sezóně 1918/1919. Z Vinohrad odešel na doporučení Eduarda Vojana do Národního divadla, kde byl členem souboru činohry až do roku 1959, kdy odešel do důchodu.
Na scéně Národního divadla nastudoval téměř 500 rolí. Vytvořil rovněž řadu rolí v němém i zvukovém filmu. V listopadu 1914, v Praze u sv. Štěpána se oženil s Albínou Celetkovou (* 1877).

## Ocenění
- 1953 titul zasloužilý umělec

## Filmografie, výběr
- 1920 Magdalena, role: vydavatel, režie Vladimír Majer
- 1922 Zlatý klíček, režie Jaroslav Kvapil
- 1929 Plukovník Švec, Martyška, režie Svatopluk Innemann
- 1936 Velbloud uchem jehly, režie Hugo Haas
- 1938 Škola základ života, role: zemský školní inspektor Randa, režie Martin Frič
- 1939 Ohnivé léto, převozník, režie František Čáp, Václav Krška
- 1942 Přijdu hned, vyšetřující úředník, režie Otakar Vávra